# Ivar Wahlgren
Ivar Hugo Wahlgren, född 27 augusti 1901 i Värmdö församling, Stockholms län, död 19 juni 1983 i Hässelby församling, Stockholm, var en svensk skådespelare och sångare.

## Biografi
Ivar Wahlgren var son till landskamreraren Carl Wahlgren (1856–1917) och dennes hustru Anna, född Mellgren, (1863–1928). Hans äldre bror var drätseldirektören Nils Wahlgren.
Han började sin skådespelarbana i turnerande teatersällskap innan han 1927 kom till Helsingborgs stadsteater. I Helsingborg var han med om att starta Fredriksdals sommarteater. Efter sin tid i Helsingborg var Wahlgren verksam vid ett stort antal teatrar, som Riksteatern, Dramaten, Borås kretsteater, Uppsala stadsteater och Stockholms stadsteater. Han sista scenframträdande var i Pippi Långstrump på Folkan 1980. 
Han filmdebuterade 1939 i Weyler Hildebrands Rena rama sanningen, och han kom att medverka i drygt 50 film- och TV-produktioner.

## Familj
Ivar Wahlgren tillhörde släkten Wahlgren från Småland. Han var från 1932 gift med skådespelaren Nina Scenna  och blev far till skådespelaren Hans Wahlgren  samt farfar till Niclas, Pernilla och Linus Wahlgren. Makarna Wahlgren är begravda på Gustavsbergs kyrkogård.

## Filmografi i urval
- 1939 – Rena rama sanningen
- 1940 – Juninatten
- 1941 – Göranssons pojke
- 1941 – Landstormens lilla argbigga
- 1943 – En fånge har rymt
- 1944 – Vår Herre luggar Johansson
- 1944 – Flickan och Djävulen
- 1945 – Brott och Straff
- 1945 – Jagad
- 1945 – Den glade skräddaren
- 1946 – Rötägg
- 1946 – När ängarna blommar
- 1946 – Harald Handfaste
- 1947 – Folket i Simlångsdalen
- 1947 – Här kommer vi
- 1947 – Krigsmans erinran
- 1947 – Nattvaktens hustru
- 1947 – Rallare
- 1947 – Maria
- 1948 – Främmande hamn
- 1948 – Loffe som miljonär
- 1948 – Intill helvetets portar
- 1948 – Lars Hård
- 1949 – Smeder på luffen
- 1949 – Lång-Lasse i Delsbo
- 1949 – Huset nr 17
- 1950 – Restaurant Intim
- 1950 – Pimpernel Svensson
- 1951 – Elddonet
- 1951 – Guld i gröna skogar
- 1951 – Greve Svensson
- 1952 – Ubåt 39
- 1953 – Kvinnohuset
- 1953 – Sommaren med Monika
- 1954 – Karin Månsdotter
- 1954 – Café Lunchrasten
- 1954 – Gud Fader och tattaren
- 1955 – Resa i natten
- 1955 – Vildfåglar
- 1955 – Enhörningen
- 1955 – Hamlet
- 1955 – Hemsöborna
- 1956 – Den hårda leken
- 1956 – Främlingen från skyn
- 1956 – Kulla-Gulla
- 1956 – Suss gott
- 1956 – Lille Fridolf och jag
- 1957 – Vägen genom Skå
- 1957 – Nattens ljus
- 1957 – Möten i skymningen
- 1958 – Fröken April
- 1959 – Fridolfs farliga ålder
- 1960 – Domaren
- 1960 – Goda vänner trogna grannar
- 1961 – Vildanden
- 1964 – Henrik IV
- 1965 – En historia till fredag (TV-serie)
- 1975 – Stumpen
- 1978 – Bevisbördan (TV-serie)

## Teater

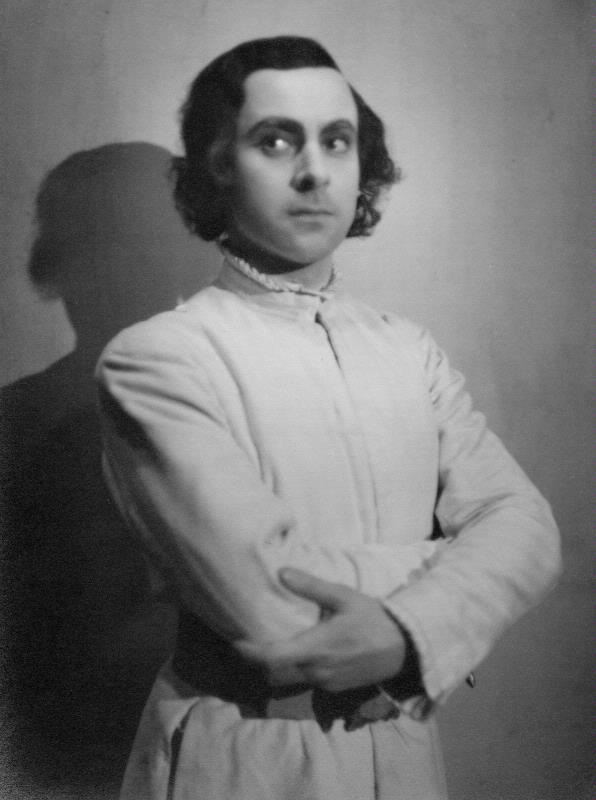
Ivar Wahlgren i Othello på Helsingborgs stadsteater 1934.

### Roller
| År   | Roll                                                   | Produktion                                                                         | Regi                                                   | Teater                                    |
| ---- | ------------------------------------------------------ | ---------------------------------------------------------------------------------- | ------------------------------------------------------ | ----------------------------------------- |
| 1929 | Martin Steele                                          | Vi ä' alla lika Frederick Lonsdale                                                 | Rudolf Wendbladh                                       | Helsingborgs stadsteater                  |
| 1929 | En page hos don Pedro Andre rättstjänaren              | Don Gil av gröna byxor Tirso de Molina                                             | Rudolf Wendbladh                                       | Helsingborgs stadsteater                  |
| 1929 | Andra polisen                                          | Periferi František Langer                                                          | Rudolf Wendbladh                                       | Helsingborgs stadsteater                  |
| 1929 | En ung tysk soldat                                     | Resans slut Robert Cedric Sheriff                                                  | Rudolf Wendbladh                                       | Helsingborgs stadsteater                  |
| 1929 | Johan                                                  | Herr Dardanell och hans upptåg på landet August Blanche                            | Rudolf Wendbladh                                       | Helsingborgs stadsteater                  |
| 1930 | Andre tjänaren                                         | Volpone Ben Jonson                                                                 | Rudolf Wendbladh                                       | Helsingborgs stadsteater                  |
| 1930 | Hovmästaren                                            | Topaze Marcel Pagnol                                                               | Albert Nycop                                           | Helsingborgs stadsteater                  |
| 1930 | Andre poliskonstapeln                                  | Mordet i andra våningen Frank Vosper                                               | Rudolf Wendbladh                                       | Helsingborgs stadsteater                  |
| 1930 | Charly                                                 | Jag är min syster Ralph Benatzky och Robert Blum                                   | Rudolf Wendbladh                                       | Helsingborgs stadsteater                  |
| 1931 | Barfot                                                 | Markurells i Wadköping Hjalmar Bergman                                             | Albert Nycop                                           | Helsingborgs stadsteater                  |
| 1931 | Henri                                                  | "Succes!" Édouard Bourdet                                                          | Rudolf Wendbladh                                       | Helsingborgs stadsteater                  |
| 1931 | Robinson Wilkins                                       | Sensation Erik Lindorm                                                             | Rudolf Wendbladh                                       | Helsingborgs stadsteater                  |
| 1931 | Biberg                                                 | Thalias barn Tor Hedberg                                                           | Rudolf Wendbladh                                       | Helsingborgs stadsteater                  |
| 1931 | Piquoiseau                                             | Marius Marcel Pagnol                                                               | Rudolf Wendbladh                                       | Helsingborgs stadsteater                  |
| 1931 | Mountjoy Mariana S.J.                                  | Elisabet av England Ferdinand Bruckner                                             | Rudolf Wendbladh                                       | Helsingborgs stadsteater                  |
| 1931 | Roger Hyltenius                                        | Hans nåds testamente Hjalmar Bergman                                               | Rudolf Wendbladh                                       | Helsingborgs stadsteater                  |
| 1932 | Erik Wadler                                            | En resa i natten Sigurd Christiansen                                               | Rudolf Wendbladh                                       | Helsingborgs stadsteater                  |
| 1932 | Andre mannen                                           | Knock eller Läkarkonstens triumf Jules Romains                                     | Rudolf Wendbladh                                       | Helsingborgs stadsteater                  |
| 1932 | Lory Sebastién Bouleau                                 | Svindlare Louis Verneuil                                                           | Rudolf Wendbladh                                       | Helsingborgs stadsteater                  |
| 1932 | Maurice                                                | Fröken Jacques Deval                                                               | Rudolf Wendbladh                                       | Helsingborgs stadsteater                  |
| 1932 | Patern Borgmästare, Stockholms stad Greve Brandenstein | Vi Ludvig Nordström                                                                | Rudolf Wendbladh                                       | Helsingborgs stadsteater                  |
| 1932 | Franz von Ulrich                                       | Fröken Kyrkråtta Ladislas Fodor                                                    | Albert Nycop                                           | Helsingborgs stadsteater                  |
| 1932 | Übermenger                                             | Du och jag Ralph Benatzky och Hans Müller-Einigen                                  | Rudolf Wendbladh                                       | Helsingborgs stadsteater                  |
| 1933 | Egmont Clausen                                         | Före solnedgången Gerhart Hauptmann                                                | Rudolf Wendbladh                                       | Helsingborgs stadsteater                  |
| 1933 | Bobby Vane                                             | En idealisk hustru Peter Garland                                                   | Rudolf Wendbladh                                       | Helsingborgs stadsteater                  |
| 1933 | Dick Berney                                            | Ungkarlspappan Edward Childs Carpenter                                             | Albert Nycop                                           | Helsingborgs stadsteater                  |
| 1933 | Narren                                                 | Trettondagsafton William Shakespeare                                               | Rudolf Wendbladh                                       | Helsingborgs stadsteater                  |
| 1933 | Fred                                                   | Hennes stora chance Christine Jope-Slade och Sewell Stokes                         | Albert Nycop                                           | Helsingborgs stadsteater                  |
| 1933 | Bacillen                                               | För sant för att vara bra George Bernard Shaw                                      | Rudolf Wendbladh                                       | Helsingborgs stadsteater                  |
| 1933 | Vilhelm                                                | Mäster Olof August Strindberg                                                      | Rudolf Wendbladh                                       | Helsingborgs stadsteater                  |
| 1933 | Mirrikovits                                            | Karl den store, högerytter László Bús-Fekete                                       | Rudolf Wendbladh                                       | Helsingborgs stadsteater                  |
| 1933 | Hindenburg                                             | Den lilla butiken László Bús-Fekete                                                | Albert Nycop                                           | Helsingborgs stadsteater                  |
| 1934 | Bror Risberg                                           | Ett brott Sigfrid Siwertz                                                          | Rudolf Wendbladh                                       | Helsingborgs stadsteater                  |
| 1934 | Charlie                                                | Syndafloden Henning Berger                                                         | Rudolf Wendbladh                                       | Helsingborgs stadsteater                  |
| 1934 | Walfrid                                                | Dunungen Selma Lagerlöf                                                            |                                                        | Fredriksdalsteatern                       |
| 1934 | Erik                                                   | Värmlänningarna Fredrik August Dahlgren och Andreas Randel                         |                                                        | Fredriksdalsteatern                       |
| 1934 | Léon                                                   | OBS! Nymålat René Fauchois                                                         | Albert Nycop                                           | Helsingborgs stadsteater                  |
| 1934 | Cassio                                                 | Othello William Shakespeare                                                        | Rudolf Wendbladh                                       | Helsingborgs stadsteater                  |
| 1934 | Junker Olof                                            | Ljungby Horn Edgar Collin, Vilhelm Østergaard, och Alfred Ipsen                    | Albert Nycop                                           | Helsingborgs stadsteater                  |
| 1935 | Lünk                                                   | Gatumusikanter Paul Schurek och Hanns Sassmann                                     | Rudolf Wendbladh                                       | Helsingborgs stadsteater                  |
| 1935 | Ole                                                    | Hycklare Finn Halvorsen                                                            | Albert Nycop                                           | Helsingborgs stadsteater                  |
| 1935 |                                                        | Livet på landet Fritz Reuter                                                       |                                                        | Fredriksdalsteatern                       |
| 1935 |                                                        | Timmerflottare Teuvo Pakkala                                                       |                                                        | Fredriksdalsteatern                       |
| 1935 | Pertl, hovråd                                          | Plats för de unga Paul Vulpius                                                     | Albert Nycop                                           | Helsingborgs stadsteater                  |
| 1935 | Viscount Barking                                       | På grund George Bernard Shaw                                                       | Rudolf Wendbladh                                       | Helsingborgs stadsteater                  |
| 1935 | Andrej Sergejevitj Prozorov                            | Tre systrar Anton Tjechov                                                          | Rudolf Wendbladh                                       | Helsingborgs stadsteater                  |
| 1935 | Notarien Borg, Förste fiolen                           | Kvartetten som sprängdes Birger Sjöberg                                            | Albert Nycop                                           | Helsingborgs stadsteater                  |
| 1936 | Sandy Tyrell                                           | Höfeber Noël Coward                                                                | Rudolf Wendbladh                                       | Helsingborgs stadsteater                  |
| 1936 | Leo                                                    | Förstår vi varandra? Petar Preradović                                              | Albert Nycop                                           | Helsingborgs stadsteater                  |
| 1936 | Nedbal                                                 | Ryttarpatrullen František Langer                                                   | Rudolf Wendbladh                                       | Helsingborgs stadsteater                  |
| 1936 | Oscar Andersson                                        | Fridas visor eller Oscars fyra bekymmer eller En vecka i Lilla Paris Gösta Sjöberg | Albert Nycop                                           | Helsingborgs stadsteater                  |
| 1937 | Freddy Eynsford-Hill                                   | Pygmalion George Bernard Shaw                                                      | Yngve Nordwall                                         | Helsingborgs stadsteater                  |
| 1937 | Bichler                                                | Världens lyckligaste människa Miklós László                                        | Yngve Nordwall                                         | Helsingborgs stadsteater                  |
| 1938 | Pawnie                                                 | Virveln (The Vortex) Noël Coward                                                   | Sandro Malmquist                                       | Nya Teatern                               |
| 1938 | Kvartetten                                             | Lyckan kommer, revy Alf Henrikson                                                  | Sandro Malmquist                                       | Nya Teatern                               |
| 1939 | Samuel Gillespie                                       | Du är min (Tomorrow and Tomorrow) Philip Barry                                     | Sandro Malmquist                                       | Nya Teatern                               |
| 1939 | Kungen                                                 | Segraren (Sejren) Kaj Munk                                                         | Sandro Malmquist                                       | Nya teatern                               |
| 1939 | Mäster Palm                                            | Den ljusnande tid, revy Alf Henrikson                                              | Sandro Malmquist                                       | Nya Teatern                               |
| 1939 | Belain                                                 | Vi tjuvar (Fric-Frac) Édouard Bourdet                                              | Sandro Malmquist                                       | Nya Teatern                               |
| 1939 | Mannen                                                 | Venusspelet (L'Ennemie) André-Paul Antoine                                         | Sandro Malmquist                                       | Nya Teatern                               |
| 1939 | Jompa                                                  | Gamla glada tider: en Emil-Norlander-visans revy Sandro Malmquist                  | Sandro Malmquist                                       | Nya Teatern                               |
| 1939 | Sekreteraren                                           | Johan Ulfstjerna Tor Hedberg                                                       | Sandro Malmquist                                       | Nya Teatern                               |
| 1940 |                                                        | Vi gentlemän (This Was a Man) Noël Coward                                          | Sandro Malmquist                                       | Nya Teatern                               |
| 1940 | Ernst Mandolin                                         | Zic-Zac (Don Juans Regenmantel) Gregor Schmitt                                     | Sandro Malmquist                                       | Nya Teatern                               |
| 1940 |                                                        | Hans nåds testamente Hjalmar Bergman                                               |                                                        | Fredriksdalsteatern                       |
| 1941 | Anton                                                  | Hon som bär templet Karin Boye                                                     | Börje Mellvig                                          | Nya Teatern Gästspel av Dramatikerstudion |
| 1941 | Johannes Bugenhagen                                    | Luther i Wartburg Ivan Oljelund                                                    | Helge Hagerman                                         | Nya Teatern Gästspel av Dramatikerstudion |
| 1948 | Svinaherden Eumaios                                    | Strändernas svall Eyvind Johnson                                                   | Johan Falck                                            | Norrköping-Linköping stadsteater          |
| 1953 |                                                        | Vildanden Henrik Ibsen                                                             | Börje Mellvig                                          | Riksteatern                               |
| 1954 | Ribeyrolles, jägmästare                                | Lille kommissarien Marcel Achard                                                   | Åke Falck                                              | Alléteatern                               |
| 1955 | Överste Purdy                                          | Thehuset Augustimånen John Patrick                                                 | Sandro Malmquist                                       | Riksteatern                               |
| 1956 |                                                        | Under trädet ligger yxan Tormod Skagestad                                          | Börje Mellvig                                          | Riksteatern                               |
| 1956 | Blaise                                                 | Min man har komplex Jean Bernard-Luc                                               | Sture Lagerwall                                        | Intiman                                   |
| 1958 | Snickare Engstrand                                     | Gengångare Henrik Ibsen                                                            | Börje Mellvig                                          | Riksteatern                               |
| 1961 |                                                        | Så tuktas en argbigga William Shakespeare                                          | Per Gerhard                                            | Vasateatern                               |
| 1967 | Tjänstemannen                                          | Leva som svin John Arden                                                           | Sten Lonnert                                           | Stockholms stadsteater                    |
| 1968 | Vårdaren                                               | Medea Euripides                                                                    | Keve Hjelm                                             | Stockholms stadsteater                    |
| 1969 | Kol-Jokke                                              | Den förgyllda lergöken Emil Norlander                                              | Lars Edström                                           | Stockholms stadsteater                    |
| 1973 | Prosten i Bro m. fl.                                   | Gösta Berlings saga Selma Lagerlöf                                                 | Johan Bergenstråhle Marie-Louise De Geer Bergenstråhle | Stockholms stadsteater                    |
| 1974 |                                                        | Don Juan Molière                                                                   | Jonas Cornell                                          | Stockholms stadsteater                    |
| 1974 | Mads far Hovtrollet                                    | Peer Gynt, del I Henrik Ibsen                                                      | Fred Hjelm                                             | Stockholms stadsteater                    |
| 1975 | Länsman                                                | Peer Gynt, del II Henrik Ibsen                                                     | Fred Hjelm                                             | Stockholms stadsteater                    |
| 1975 | Ceremonimästaren                                       | Herr von Hancken Agneta Pleijel                                                    | Johan Bergenstråhle                                    | Stockholms stadsteater                    |
| 1976 | Mäster Simon                                           | Den girige Molière                                                                 | Yves Bureau                                            | Stockholms stadsteater                    |
| 1979 | Ossian Persson                                         | Söndagsgäster Björn Runeborg                                                       | Stig Ossian Ericson                                    | Stockholms stadsteater                    |

## Radioteater

### Roller
| År   | Roll                           | Produktion                                           | Regi          |
| ---- | ------------------------------ | ---------------------------------------------------- | ------------- |
| 1948 | En budbärare                   | Antonius och Kleopatra William Shakespeare           | Alf Sjöberg   |
| 1950 | Kriminalkonstapel Örgren       | Hillmans detektivbyrå: Melodimysteriet Folke Mellvig | Lars Madsén   |
| 1950 | Polismannen                    | Hillmans detektivbyrå: Naturlig död? Folke Mellvig   | Lars Madsén   |
| 1950 | Kriminalöverkonstapel Karlgren | Hillmans detektivbyrå: Vattengraven Folke Mellvig    | Lars Madsén   |
| 1950 | Kalle, dräng på Västergården   | Anders och valfisken Gunnar Falkås                   | Lars Madsén   |
| 1951 | Kriminalkommissarie Karlgren   | Hillman & Son: Matt med damen Folke Mellvig          | Lars Madsén   |
| 1957 | Tågklareraren                  | Grönt för mord Folke Mellvig                         | Arne Mattsson |

## Bilder

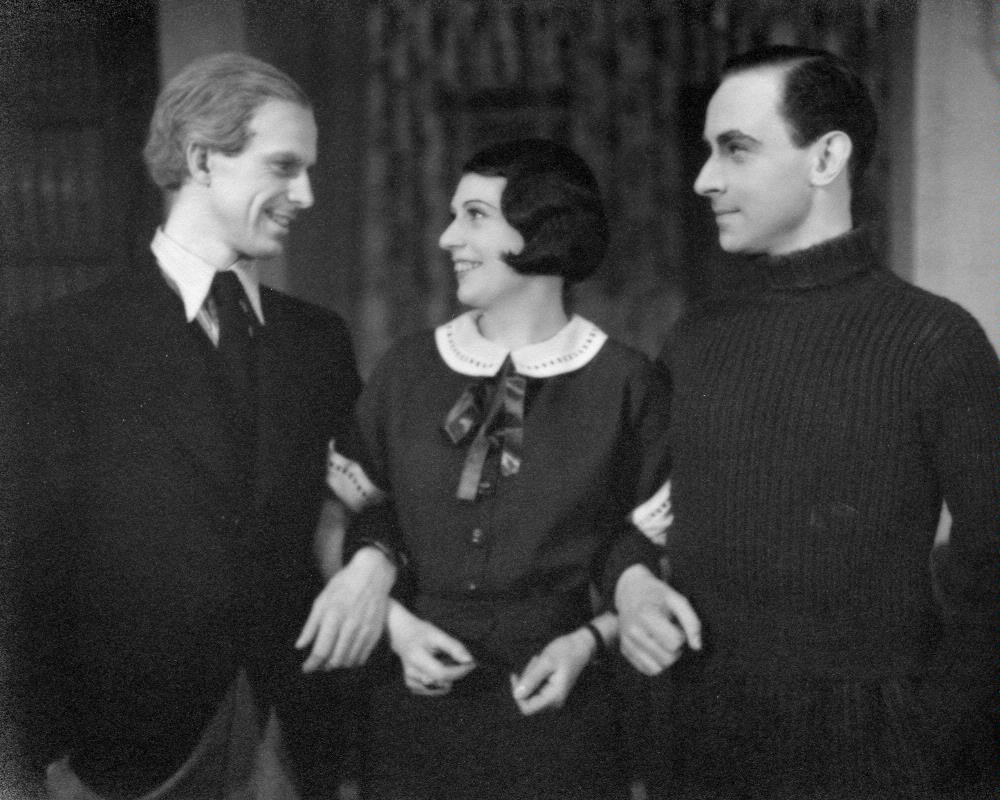
Yngve Nordwall, Nina Scenna och Ivar Wahlgren i Hycklare på Helsingborgs stadsteater 1934.

### Fotnoter
1. 1 2 3 4  Sveriges dödbok 1830–2020, Sveriges släktforskarförbund
2. 1 2  ”Ivar Wahlgren”. Svensk Filmdatabas. http://www.sfi.se/sv/svensk-filmdatabas/Item/?type=PERSON&itemid=60616&iv=OVERVIEW. Läst 19 augusti 2012.
3. ↑  Östgötars minne av Klas Odén
4. ↑  Skådespelaren Hans Wahlgrens släkt Sveriges Släktforskarförbunds Anbytarforum
5. ↑  Fyra generationer Wahlgren…! Arkiverad 17 mars 2018 hämtat från the Wayback Machine. Pernillas Värld. Pernilla Wahlgrens blogg. Åtkomst 17 december 2012.
6. ↑  Rotemannen, CD-ROM, Sveriges Släktforskarförbund/Stockholms Stadsarkiv (2012).
7. ↑  Norra begravningsplatsen, kvarter 19E, gravnummer 221 på Hittagraven.se. Åtkomst 17 december 2012.
8. ↑  ”Nina Scenna”. Svensk Filmdatabas. http://www.sfi.se/sv/svensk-filmdatabas/Item/?type=PERSON&itemid=60833&ref=%2ftemplates%2fSwedishFilmSearchResult.aspx%3fid%3d1225%26epslanguage%3dsv%26searchword%3dnina+scenna%26type%3dPerson%26match%3dBegin%26page%3d1%26prom%3dFalse. Läst 19 augusti 2012.
9. ↑  ”Ivar Wahlgren”. IMDb.com. http://www.imdb.com/name/nm0906317/. Läst 19 augusti 2012.
10. ↑  Gravar.se
11. ↑  ”Teater Musik Film: 'Dunungen' i Hälsingborg”. Dagens Nyheter:  s. 10. 23 maj 1934. https://arkivet.dn.se/tidning/1934-05-23/136/10. Läst 10 juni 2018.
12. ↑  ”Teater Musik Film: Skånsk sommarteater”. Dagens Nyheter:  s. 7. 4 augusti 1934. https://arkivet.dn.se/tidning/1934-08-04/208/7. Läst 10 juni 2018.
13. ↑  ”Teater Musik Film: Skånsk friluft”. Dagens Nyheter:  s. 9. 11 juni 1935. https://arkivet.dn.se/tidning/1935-06-11/156/9. Läst 17 juni 2018.
14. ↑  ”Teater Musik Film: Skånsk sommarteater”. Dagens Nyheter:  s. 8. 2 augusti 1935. https://arkivet.dn.se/tidning/1935-08-02/207/8. Läst 17 juni 2018.
15. ↑  ”Teater Musik Film”. Dagens Nyheter:  s. 11. 27 december 1935. http://arkivet.dn.se/arkivet/tidning/1935-12-27/352/11. Läst 27 december 2015.
16. ↑  B.B-n (15 september 1938). ”Virveln”. Dagens Nyheter:  s. 11. https://arkivet.dn.se/tidning/1938-09-15/250/11. Läst 31 december 2024.
17. ↑  ”Lyckan kommer”. Musik- och Teaterbiblioteket. https://calmview.musikverk.se/CalmView/Record.aspx?src=CalmView.Performance&id=PERF13864&pos=767. Läst 3 mars 2025.
18. ↑  ”Du är min”. Musik- och Teaterbiblioteket. https://calmview.musikverk.se/CalmView/Record.aspx?src=CalmView.Performance&id=PERF13868&pos=768. Läst 3 mars 2025.
19. ↑  O. R-t. (15 februari 1939). ”Kaj Munk-premiär på Nya teatern.”. Dagens Nyheter:  s. 11. https://arkivet.dn.se/tidning/1939-02-15/11161-44/11. Läst 3 januari 2025.
20. ↑  ”Den ljusnande tid”. Musik- och Teaterbiblioteket. https://calmview.musikverk.se/CalmView/Record.aspx?src=CalmView.Performance&id=PERF13870&pos=770. Läst 3 mars 2025.
21. ↑  ”Vi tjuvar”. Musik- och Teaterbiblioteket. https://calmview.musikverk.se/CalmView/Record.aspx?src=CalmView.Performance&id=PERF13871&pos=771. Läst 3 mars 2025.
22. ↑  ”Venusspelet”. Musik- och Teaterbiblioteket. https://calmview.musikverk.se/CalmView/Record.aspx?src=CalmView.Performance&id=PERF13872&pos=772. Läst 3 mars 2025.
23. ↑  ”Gamla glada tider : en Emil-Norlander-visans revy”. Musik- och Teaterbiblioteket. https://calmview.musikverk.se/CalmView/Record.aspx?src=CalmView.Performance&id=PERF13873&pos=773. Läst 3 mars 2025.
24. ↑  ”Johan Ulfstjerna”. Musik- och Teaterbiblioteket. https://calmview.musikverk.se/CalmView/Record.aspx?src=CalmView.Performance&id=PERF13874&pos=774. Läst 3 mars 2025.
25. ↑  ”Teater Musik Film”. Dagens Nyheter:  s. 11. 12 januari 1940. https://arkivet.dn.se/tidning/1940-01-12/10/11. Läst 4 mars 2025.
26. ↑  ”Regnrocken”. Musik- och Teaterbiblioteket. https://calmview.musikverk.se/CalmView/Record.aspx?src=CalmView.Performance&id=PERF13880&pos=775. Läst 3 mars 2025.
27. ↑  ”Teater Musik Film: Sommarteater i Hälsingborg”. Dagens Nyheter:  s. 7. 19 juli 1940. https://arkivet.dn.se/tidning/1940-07-19/194/7. Läst 27 juni 2018.
28. ↑  ”Hon som bär templet”. Musik- och Teaterbiblioteket. https://calmview.musikverk.se/CalmView/Record.aspx?src=CalmView.Performance&id=PERF15190&pos=1. Läst 9 mars 2025.
29. ↑  Oscar Rydqvist (6 april 1941). ”Boye och Oljelund i Dramatikerstudion”. Dagens Nyheter:  s. 6. https://arkivet.dn.se/tidning/1941-04-06/93/6. Läst 9 mars 2025.
30. ↑  ”Teater Musik Film: Riksteaterns spelplan vårsäsongen 1953”. Dagens Nyheter:  s. 7. 8 januari 1953. Arkiverad från originalet den 24 november 2021. https://web.archive.org/web/20211124130432/https://cached-images.bonnier.news/swift/kb-archive-dn-web/helbild-dagens-nyheter-torsdag-8-januari-1953-sida-7_1950.jpeg. Läst 24 november 2021.
31. ↑  ”Alléteatern”. Dagens Nyheter:  s. 14. 12 april 1954. http://arkivet.dn.se/arkivet/tidning/1954-04-12/100/14. Läst 18 januari 2016.
32. ↑  ”Nytt thehus på turné”. Dagens Nyheter:  s. 14. 7 september 1955. http://arkivet.dn.se/arkivet/tidning/1955-09-07/242/14. Läst 22 augusti 2015.
33. ↑  ”Riksteatern repeterar”. Dagens Nyheter:  s. 10. 5 januari 1956. http://arkivet.dn.se/arkivet/tidning/1956-01-05/4/10. Läst 22 augusti 2015.
34. ↑  ”Teaternotis”. Dagens Nyheter:  s. 13. 23 maj 1956. http://arkivet.dn.se/arkivet/tidning/1956-05-23/137/13. Läst 20 januari 2016.
35. ↑  ”Lope de Vega, Ibsen och  Rattigan spelas under Riksteaterns vårsäsong”. Dagens Nyheter:  s. 12. 4 januari 1958. https://arkivet.dn.se/tidning/1958-01-04/3/12. Läst 26 maj 2018.
36. ↑  ”Teaterannons”. Dagens Nyheter:  s. 45. 2 oktober 1961. http://arkivet.dn.se/arkivet/tidning/1961-10-02/267/45. Läst 22 augusti 2015.
37. ↑  ”Radioprogrammet”. Dagens Nyheter:  s. 22. 31 december 1948. https://arkivet.dn.se/tidning/1948-12-31/355/22. Läst 3 juni 2018.
38. ↑  ”Radioprogrammet”. Dagens Nyheter:  s. 14. 1 juli 1950. https://arkivet.dn.se/tidning/1950-07-01/173/14. Läst 19 december 2021.
39. ↑  ”Radioprogrammet”. Dagens Nyheter:  s. 12. 15 juli 1950. https://arkivet.dn.se/tidning/1950-07-15/187/12. Läst 19 december 2021.
40. ↑  ”Radioprogrammet”. Dagens Nyheter:  s. 14. 29 juli 1950. https://arkivet.dn.se/tidning/1950-07-29/201/14. Läst 19 december 2021.
41. ↑  ”Radioprogrammet”. Dagens Nyheter:  s. 26. 2 december 1950. http://arkivet.dn.se/arkivet/tidning/1950-12-02/327/24. Läst 31 januari 2016.
42. ↑  ”Radioprogrammet”. Dagens Nyheter:  s. 15. 21 juli 1951. https://arkivet.dn.se/tidning/1951-07-21/193/15. Läst 19 december 2021.
43. ↑  ”Radioprogrammet”. Dagens Nyheter:  s. 22. 19 juli 1957. https://arkivet.dn.se/tidning/1957-07-19/193/22. Läst 19 december 2021.